# Malcom
Malcom é uma cidade localizada no estado americano de Iowa, no Condado de Poweshiek.

## Demografia
Segundo o censo americano de 2000, a sua população era de 352 habitantes.
Em 2006, foi estimada uma população de 315, um decréscimo de 37 (-10.5%).

## Geografia
De acordo com o United States Census Bureau tem uma área de
1,6 km², dos quais 1,6 km² cobertos por terra e 0,0 km² cobertos por água. Malcom localiza-se a aproximadamente 296 m acima do nível do mar.

## Localidades na vizinhança
O diagrama seguinte representa as localidades num raio de 20 km ao redor de Malcom.